# 内山順造
内山 順造（うちやま じゅんぞう）は、日本の医学者。現職は、神奈川県厚木市の南毛利内科 抗加齢/人間ドックセンター院長（医学博士）。

## 略歴
神奈川県立厚木高等学校を卒業。香川医科大学（現香川大学医学部）を卒業（1991年）。1993年に東海大学医学部大学院に入学。1998年に東海大学医学部大学院よりウイルス学の研究で医学博士の学位を取得。2001年ハーバード大学医学部癌研究所（Dana-Farber Cancer Institute, Harvard Medical School）に博士研究員として留学、癌と老化について研究。2013年4月より現職。2017年、日本高齢消化器病学会優秀論文賞受賞、神奈川県内科医学会集談会優秀演題賞受賞。2020年、日本医師会の災害医療チーム（JMAT)の一員として大型クルーズ船「ダイヤモンドプリンセス」に乗船し、医療支援を行う。その経験を生かし、神奈川県医師会公衆衛生委員会副委員長、厚木医師会PCR検査センターの責任者として活動、ラジオ、雑誌講演等で、COVID-19によるクラスター予防方法の普及に努めている。

## 人物
- 共著として、『新老年学』第3版（東京大学出版会、2010年1月）第4章「老化遺伝子」項（250～65頁）の執筆などがある。国内外の医学会で多数の発表を行っており、医学雑誌への寄稿も多い[7][8][9][10][11]。また、新聞など各種メディアや協議会を通じて、抗加齢医学の普及や感染症の予防に貢献している[12][13][14][15][16][17][18][19][20][21][22][23][24][25][26][27][28][29][30]。
- 抗加齢医学を実践するため、内山はトライアスロンの大会に自ら参加し、その成果を学会で発表している[31][32][33]。

## 主な所属学会
- 日本内科学会（認定内科医）
- 日本渡航医学会（認定医療職）[34]
- 日本消化器病学会（専門医）
- 日本抗加齢医学会（専門医）